# 須田良規
須田 良規（すだ よしき、1975年8月6日 - ）は、日本のプロ雀士、実業家（雀荘経営者）、漫画原作者。島根県出身。血液型はA型。東京大学工学部卒業。日本プロ麻雀協会（1期後期入会）Aリーグ所属。漫画原作の代表作は『東大を出たけれど』で、映画化もされている。

## 作品リスト

### エッセイ
- 東大を出たけれど 麻雀に憑かれた男 （2013年11月 竹書房 ISBN 4812497434）

### 麻雀戦術本
- 東大流 麻雀実戦名手 ‐神品‐（2014年6月 マイナビ出版 ISBN 4839952450）

### 漫画原作、脚本等
- 東大を出たけれど 麻雀に憑かれた男（作画：井田ヒロト）全3巻
- ジャッジメント〜猟犬の闘牌〜(近代麻雀オリジナル　作画：玉置平一)
- 病葉流れて -泡沫の闘牌- （原作：白川道、作画：橋本孤蔵）全2巻
- 闇金ゼニガタ（原作：永森裕二、作画：近藤和寿）全3巻
- リスキーエッジ（闘牌協力）（原作：荒正義、作画：押川雲太朗）
- 東大を出たけれどovertime（作画：井田ヒロト）全2巻